# لورا ويلكينسون
لورا ويلكينسون (بالإنجليزية: Laura Wilkinson)‏ هي غطاسة أمريكية، ولدت في 17 نوفمبر 1977 في هيوستن في الولايات المتحدة.

## وصلات خارجية
- الموقع الرسمي
- لورا ويلكينسون على موقع الاتحاد الدولي للسباحة (الإنجليزية)
- لورا ويلكينسون على موقع قاعدة بيانات الغوص IAT (الألمانية)
- لورا ويلكينسون على موقع قاعة مشاهير السباحة العالمية (الإنجليزية)
- لورا ويلكينسون على موقع اللجنة الأولمبية الدولية (الإنجليزية)
- لورا ويلكينسون على موقع أوليمبيديا (الإنجليزية)
- لورا ويلكينسون على موقع اللجنة الأولمبية والبارالمبية الأمريكية (الإنجليزية)